# Szczawno-Zdrój

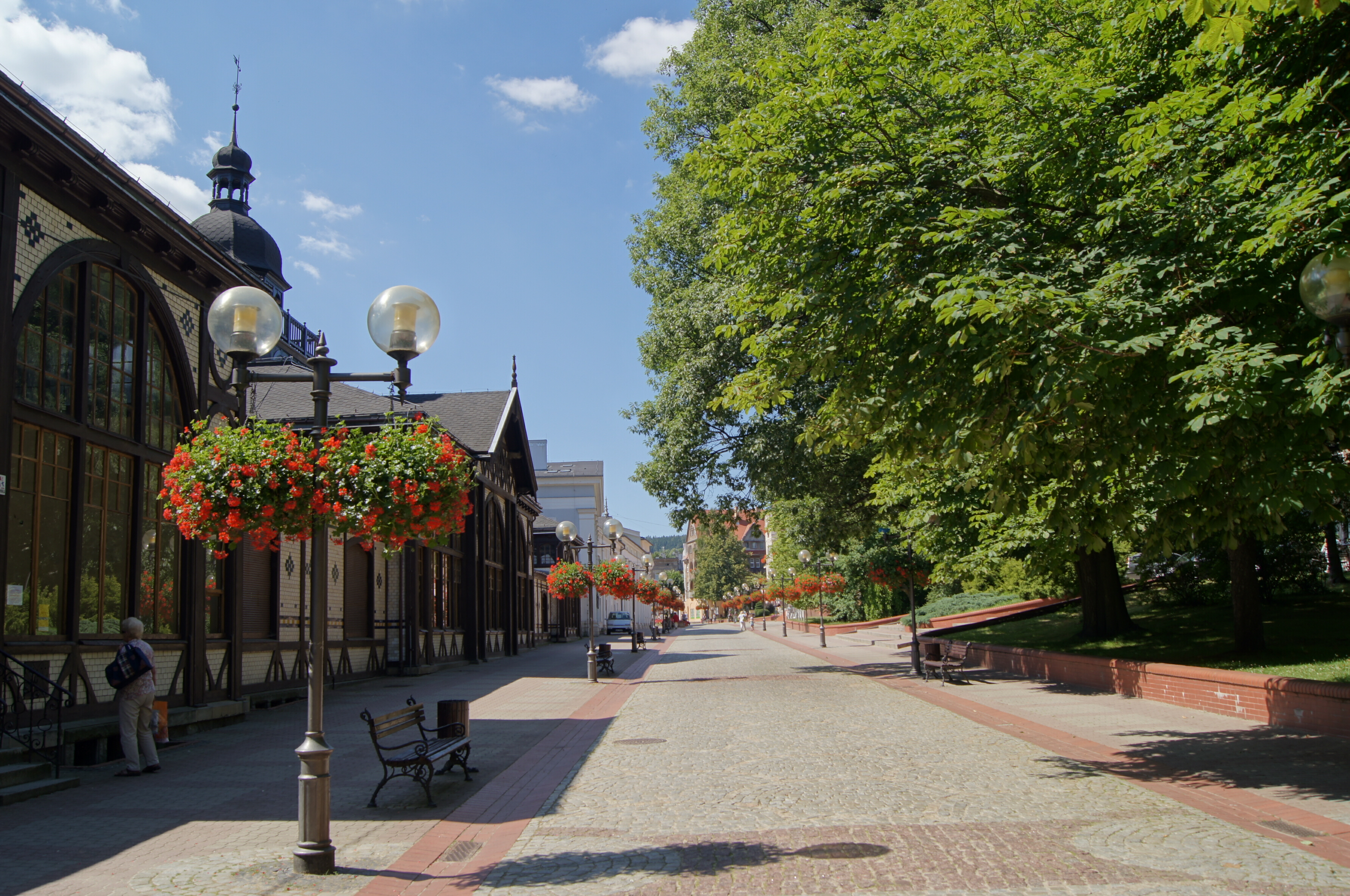
Kurhaus

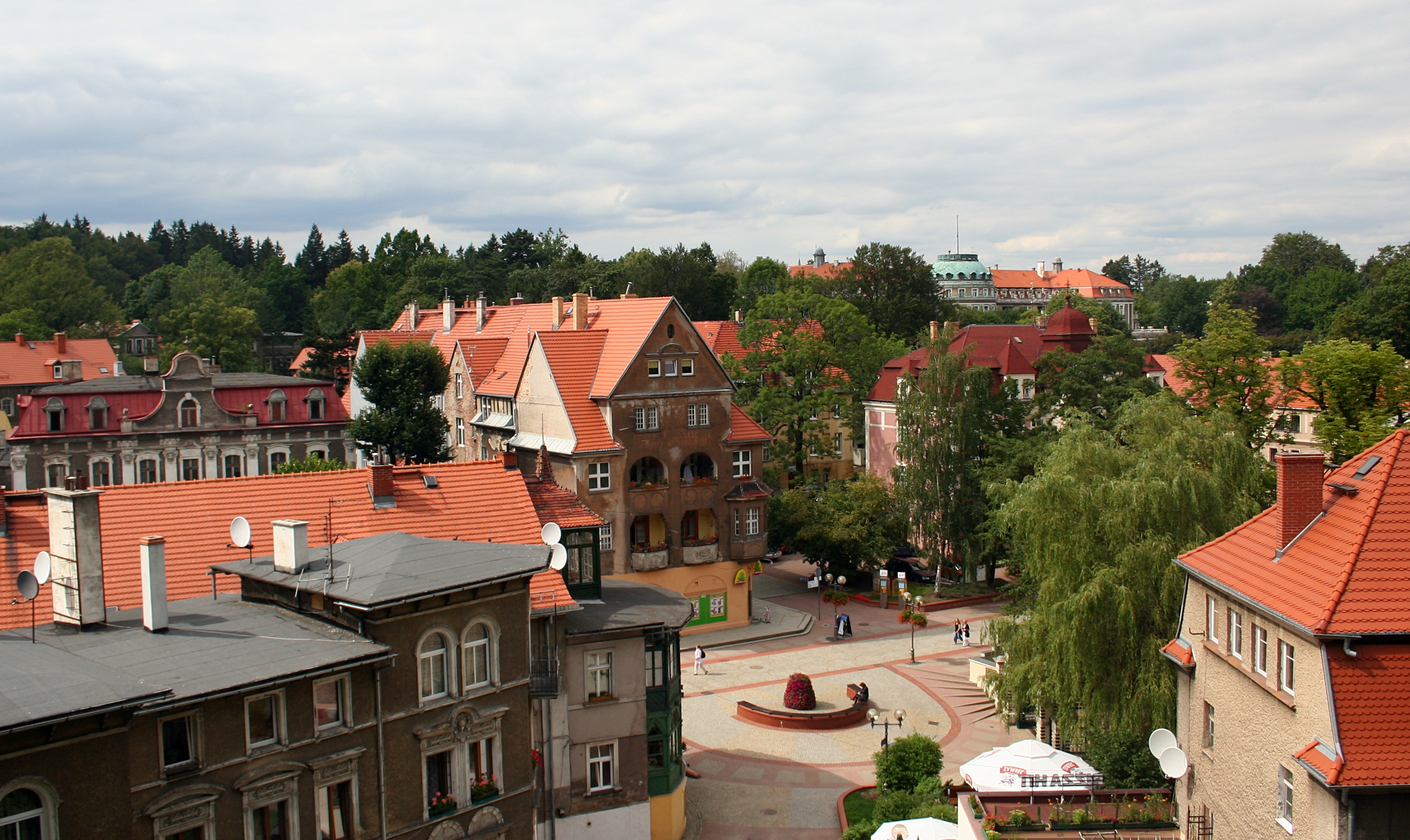
Blick auf die Stadt vom Aussichtsturm aus

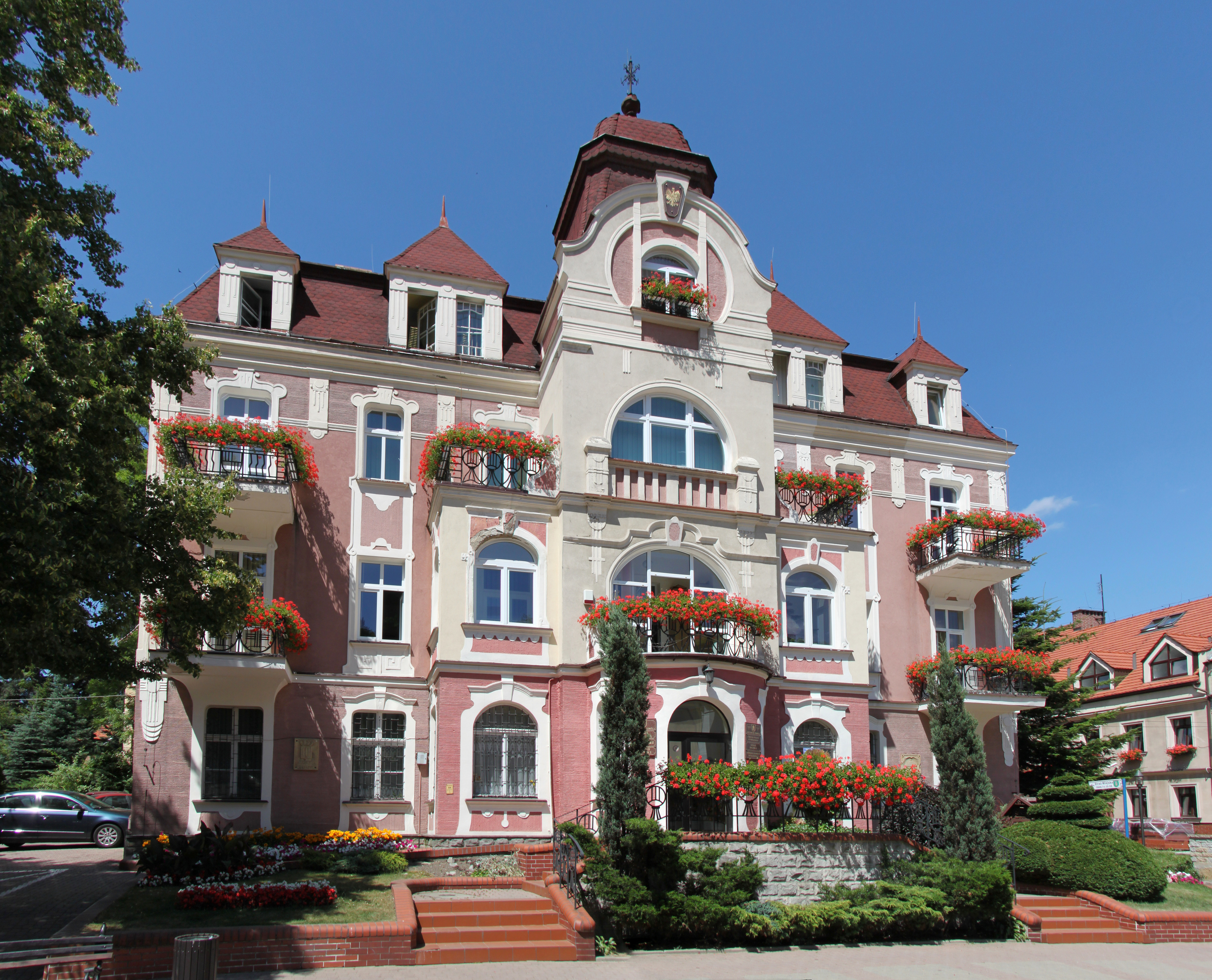
Rathaus

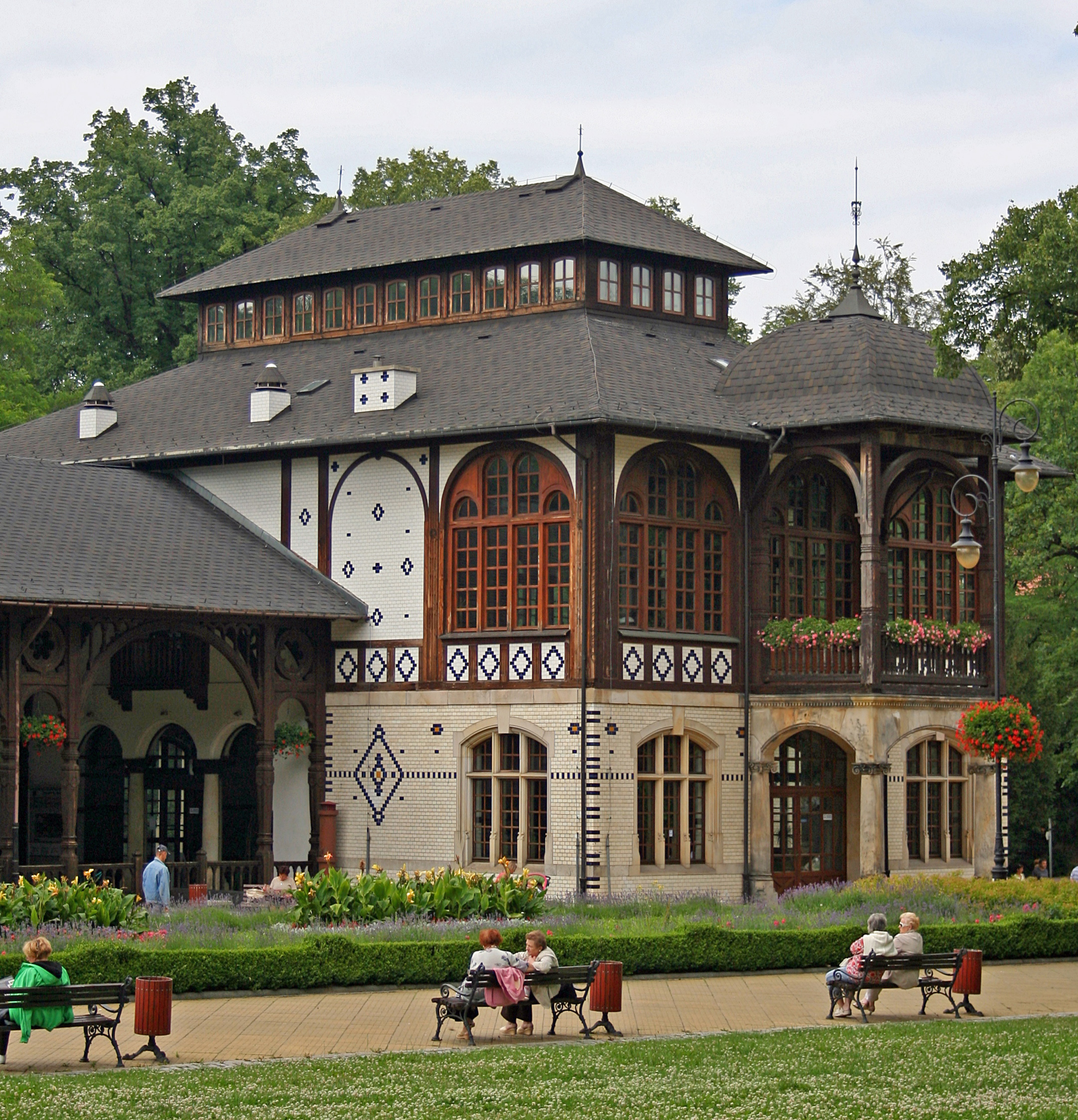
Trinkhalle

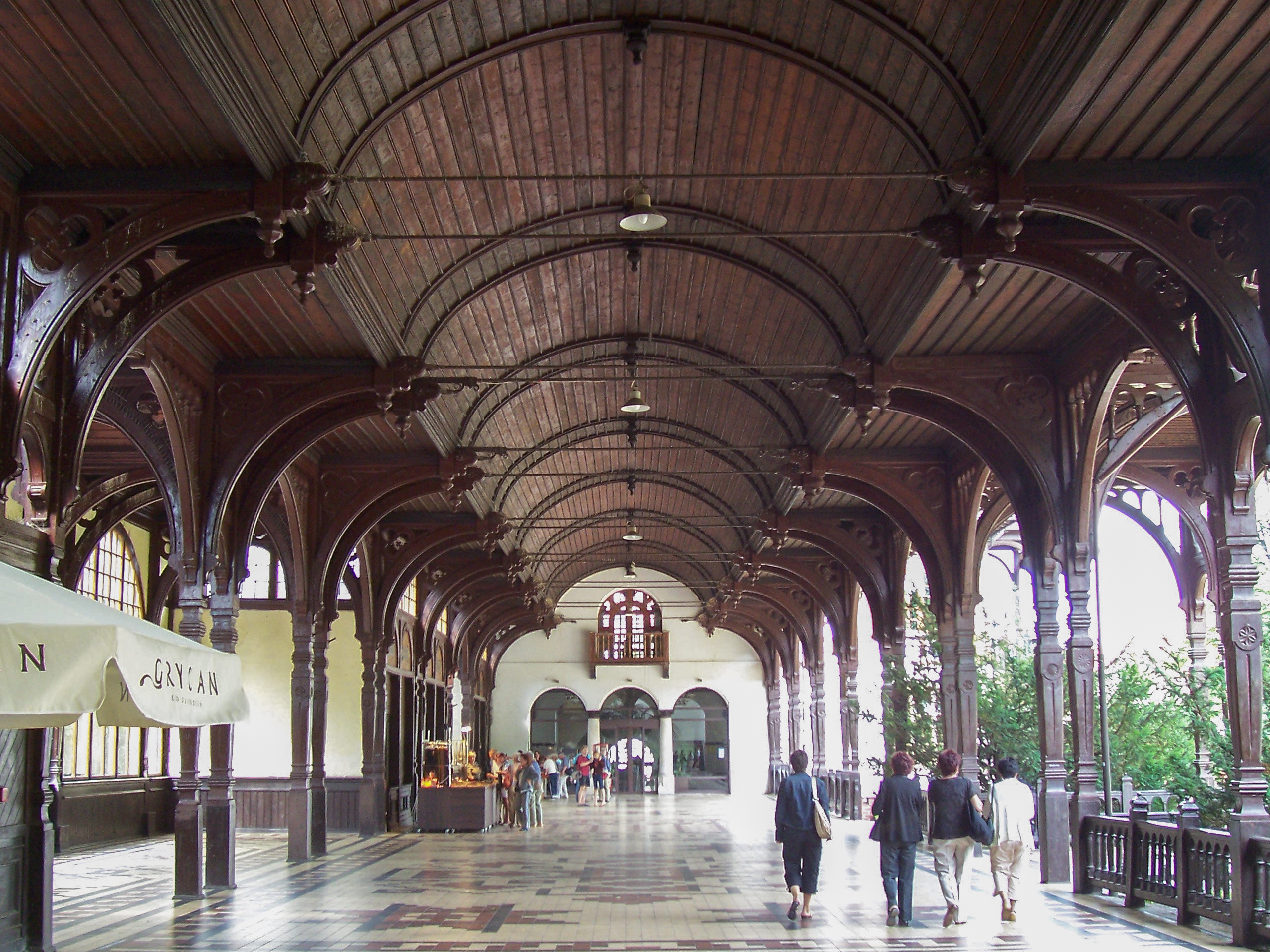
Wandelhalle

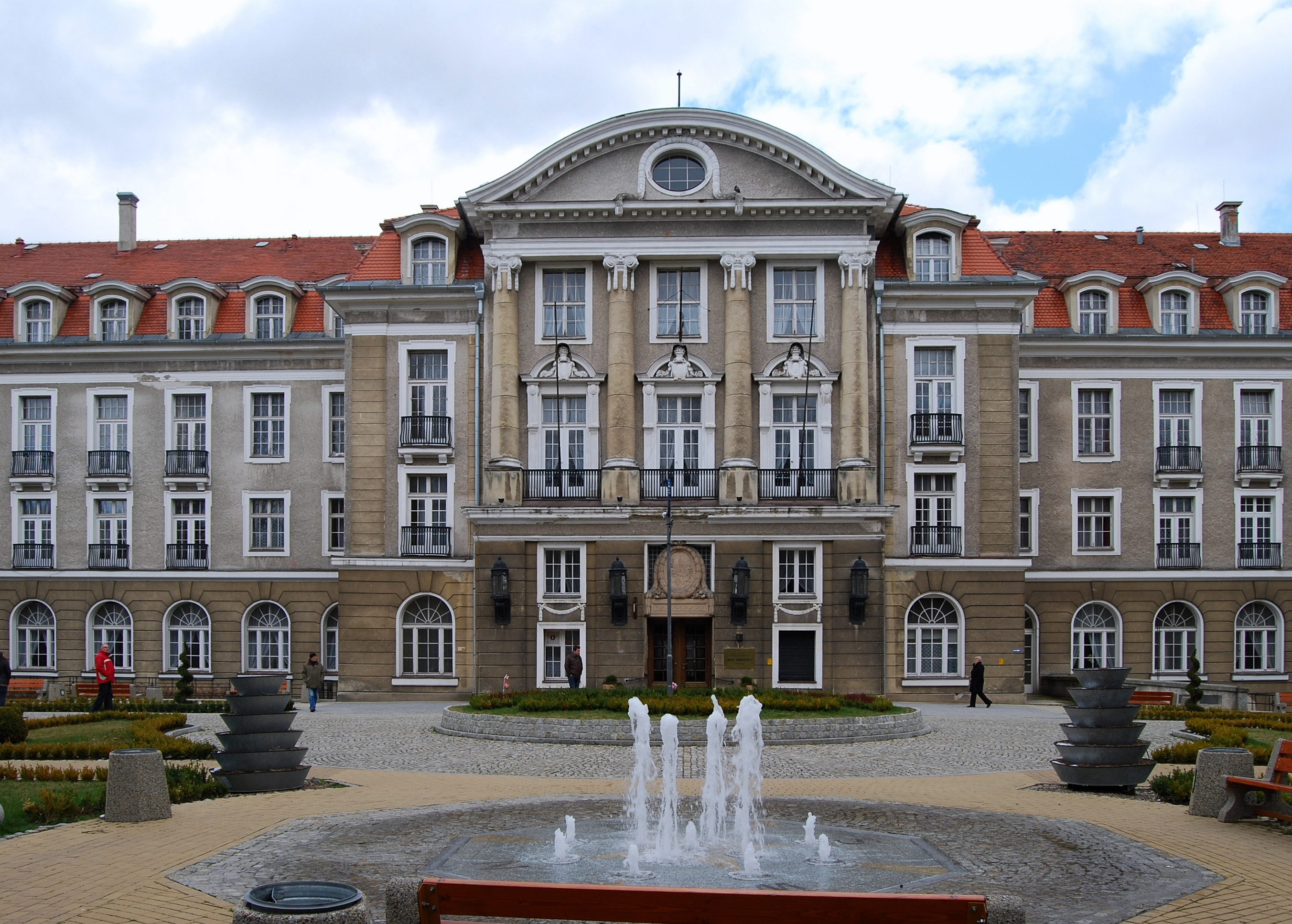
Kurhaus

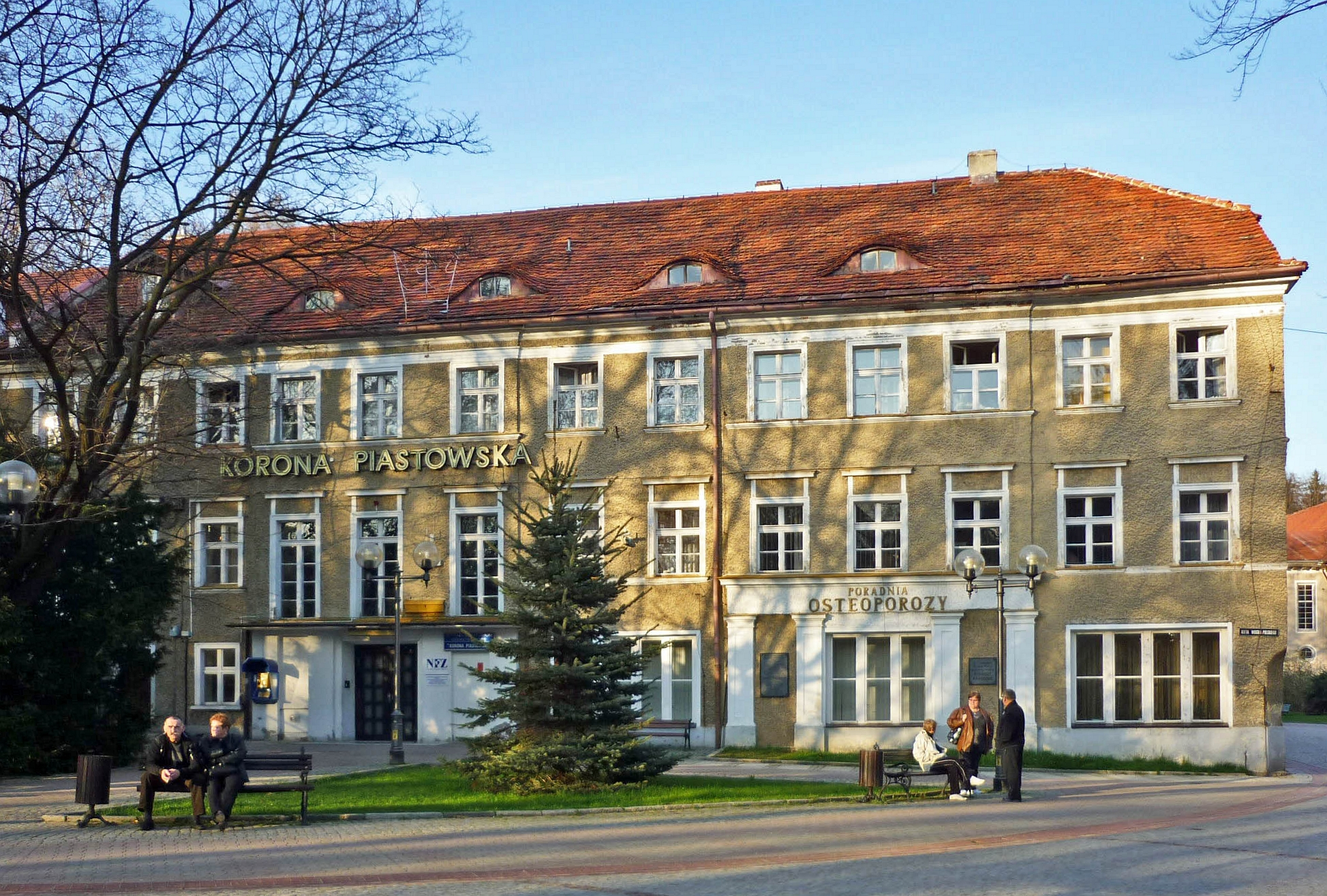
Geburtshaus der Brüder Carl und Gerhart Hauptmann

Szczawno-Zdrój [ˈʃʧavnɔ ˈzdruj] (deutsch Bad Salzbrunn, bis 1935 Ober Salzbrunn, 1945–1946 polnisch Solice Zdrój, seither Szczawno-Zdrój) ist eine Stadt im Powiat Wałbrzyski in der Woiwodschaft Niederschlesien in Polen. Besondere Bedeutung erlangte sie als Kurort.

## Geographie
Die Stadt liegt in Niederschlesien im Waldenburger Bergland, etwa drei Kilometer nordwestlich von Wałbrzych (Waldenburg) und 66 Kilometer südwestlich von Breslau.
Nachbarorte sind Cieszów (Fröhlichsdorf) im Norden, Szczawienko (Niedersalzbrunn) und Świebodzice (Freiburg in Schlesien) im Nordosten, Pogorzała (Seifersdorf) und Stary Zdrój (Altwasser) im Osten, Biały Kamień (Weißstein)  im Süden, Konradów (Konradsthal) im Südwesten und Struga (Adelsbach)  im Nordwesten.

## Geschichte

### Mittelalter und Frühe Neuzeit
Salzbrunn wurde im Zuge der Urbarmachung des Grenzwalds vom Norden her besiedelt und 1221 erstmals als „Salzborn“ urkundlich erwähnt. Der Schwerpunkt der Besiedlung lag zunächst im unteren Teil, der 1352 beim Verkauf eines ummauerten Hofs, der bis dahin dem Kloster Grüssau gehörte, erstmals als Nieder Salzbrunn bezeichnet wurde. Für 1318 sind eine Pfarrkirche und ein Leprosen-Hospital belegt, das die Heilkraft der oberen Quelle (Oberbrunnen) nutzte. Es wurde vermutlich nach 1200 von Herzog Heinrich I. gegründet und bestand bis etwa 1352.
Für das Jahr 1385 ist die Ortsbezeichnung „Obir-Salczborn“ belegt. Nach dem Tod des Herzogs Bolko II. fiel es 1368 zusammen mit dem Herzogtum Schweidnitz erbrechtlich an Böhmen. Allerdings stand Bolkos Witwe Agnes von Habsburg bis zu ihrem Tod 1392 ein Nießbrauch zu. Nachfolgend war es zunächst Pfandbesitz der böhmischen Landeshauptleute auf Schloss Fürstenstein. Zusammen mit diesem wurde es 1509 von der Familie von Hochberg (Hoberg, Hohberg) als erblicher Besitz erworben. 1550 bestand Obersalzbrunn aus 55 Bauerngehöften. Die Heilkraft der Quellen war bereits Ende des 16. Jahrhunderts dem Arzt Kaspar Schwenkfeld aus Hirschberg bekannt, der jedoch vergeblich darauf hingewiesen hatte. Nach dem Dreißigjährigen Krieg waren nur noch 20 Bauerngüter bewohnt. Im 18. Jahrhundert erlangte die Hausweberei an Bedeutung; für das Jahr 1735 sind 42 Hausweber verzeichnet.

### Preußische Herrschaft
Nach dem Ersten Schlesischen Krieg 1742 fiel Obersalzbrunn zusammen mit fast ganz Schlesien an Preußen. Nach der Neugliederung Preußens gehörte es seit 1815 zur Provinz Schlesien und war ab 1816 dem Landkreis Waldenburg eingegliedert, zu dem es bis 1945 gehörte. 1818 bestand Obersalzbrunn aus 970 Einwohnern, 1840 waren es 1602. Am 26. Juni 1842 vernichtete ein Feuer 36 Häuser in Ober- und Niedersalzbrunn. 1830 erfolgte der Ausbau der Ortsstraße, die 1846 bis in die Ortsmitte von Weißstein verlängert wurde. Bereits 1853 erhielt Obersalzbrunn mit dem Bahnhof Sorgau / Nieder Salzbrunn Anschluss an die Bahnstrecke nach Breslau und 1878 ins böhmische Halbstadt.
Seit 1874 bildete Obersalzbrunn den Amtsbezirk Ober Salzbrunn, zu dem auch die Landgemeinden Hartau, Konradsthal, Neu Salzbrunn sowie die Gutsbezirke Hartau und Ober Salzbrunn gehörten. Am Anfang des 20. Jahrhunderts hatte Salzbrunn eine evangelische Kirche, eine katholische Kirche, im Kurbereich auch ein jüdisches Bethaus und neben den Mineralbrunnen und Heilbädern eine Glas- und Spiegelfabrik, eine Porzellanfabrik, eine Flachsgarnspinnerei, eine Ziegelei und mehrere Steinkohlengruben.
1907 erhielt Obersalzbrunn Anschluss an die Waldenburger Kreisbahn. 1924/1925 errichtete der damalige Grundherr Johann Heinrich IX. von Hochberg, Fürst von Pleß, einen Golfplatz, auf dem 1925 sowohl die schlesischen als auch die deutschen Golfmeisterschaften ausgetragen wurden. 1933 wurde der Ortsteil Sandberg aus Obersalzbrunn ausgemeindet und dem Stadtkreis Waldenburg zugeschlagen. 1935 erhielt Obersalzbrunn schließlich die amtliche Ortsbezeichnung Bad Salzbrunn, zwei Jahre später erfolgte die Erhebung zum preußischen Staatsbad.
Im Jahr 1945 gehörte Bad Salzbrunn zum Landkreis Waldenburg im Regierungsbezirk Breslau in der preußischen Provinz Schlesien des Deutschen Reichs.

### Nach dem Zweiten Weltkrieg
Gegen Ende des  Zweiten Weltkriegs wurde Bad Salzbrunn im Frühjahr 1945 von der Roten Armee besetzt. Nach Kriegsende wurde der Ort wie fast ganz Schlesien unter polnische Verwaltung gestellt. Die deutsche Bevölkerung wurde, soweit sie nicht vorher geflüchtet war, mit Ausnahme weniger Personen vertrieben. Aufgrund eines am Morgen desselben Tages um 6 Uhr vom polnischen Ortskommandanten Oberstleutnant Zinkowski erlassenen Sonderbefehls hatten sich am 14. Juli 1945 zwischen 6 und 9 Uhr morgens alle deutschen Einwohner der Stadt einschließlich des Ortsteils Sandberg auf einem Sammelplatz am Bahnhof Bad Salzbrunn / Adelsbacher Weg für den Abtransport – in einer Marschkolonne zu vier Personen – in Richtung Westen über die Lausitzer Neiße einzufinden. Pro Person durfte höchstens 20 kg Reisegepäck mitgenommen werden. Als allerletzte Frist wurde unter Androhung von Waffengewalt 10 Uhr morgens festgesetzt. Das ganze lebendige und tote Inventar musste in unbeschädigtem Zustande zurückgelassen werden und wurde Eigentum der polnischen Regierung. Diejenigen Deutschen, denen eine Nichtevakuierungs-Bescheinigung ausgehändigt worden war, die also zum Verrichten bestimmter Arbeiten benötigt und deshalb festgehalten wurden, durften die Wohnung mit ihren Angehörigen am selben Tag in der Zeit von 5 Uhr bis 14 Uhr nicht verlassen. Alle Wohnungen mussten offen bleiben, die Wohnungs- und Hausschlüssel mussten nach außen gesteckt werden.
Von Behörden der Volksrepublik Polen wurde Bad Salzbrunn zunächst in Solice Zdrój und 1946 in Szczawno-Zdrój umbenannt. Gleichzeitig wurde es zur Stadt erhoben.
Die neuen Bewohner waren zum Teil sogenannte Bug-Polen aus den Kresy, einem während des Zweiten Weltkriegs von der Sowjetunion annektierten polnischen Gebiet. Von 1975 bis 1998 gehörte Szczawno-Zdrój zur Woiwodschaft Wałbrzych.

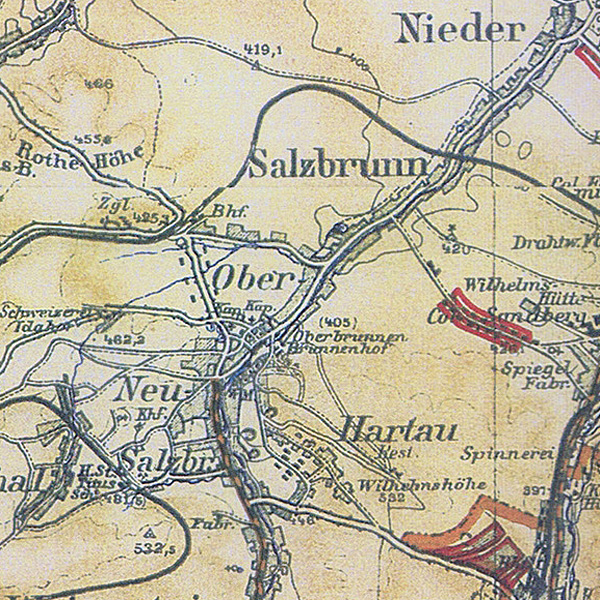
Salzbrunn auf einer Karte von 1900
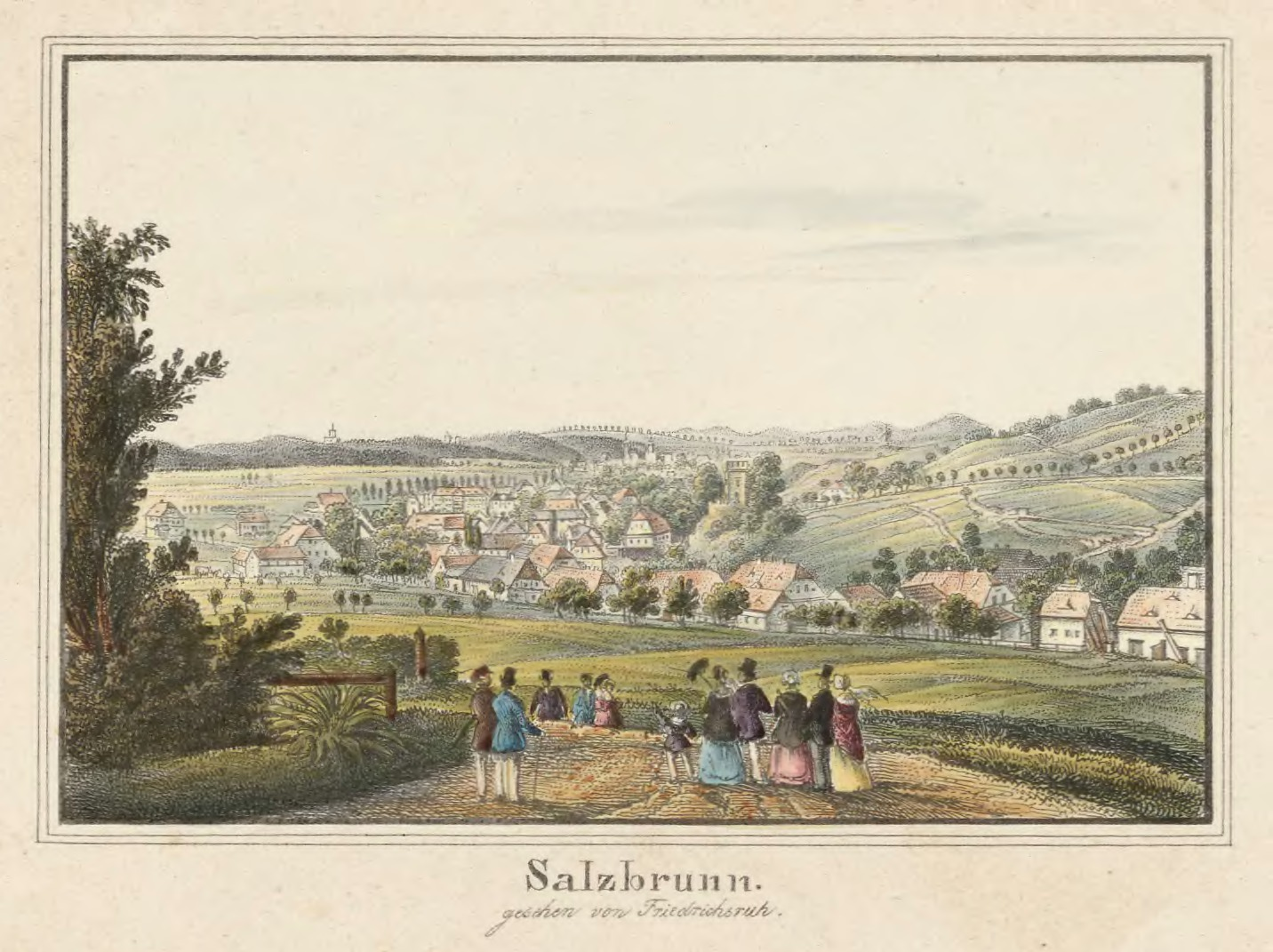
Salzbrunn gesehen von Friedrichsruh im 18. Jahrhundert
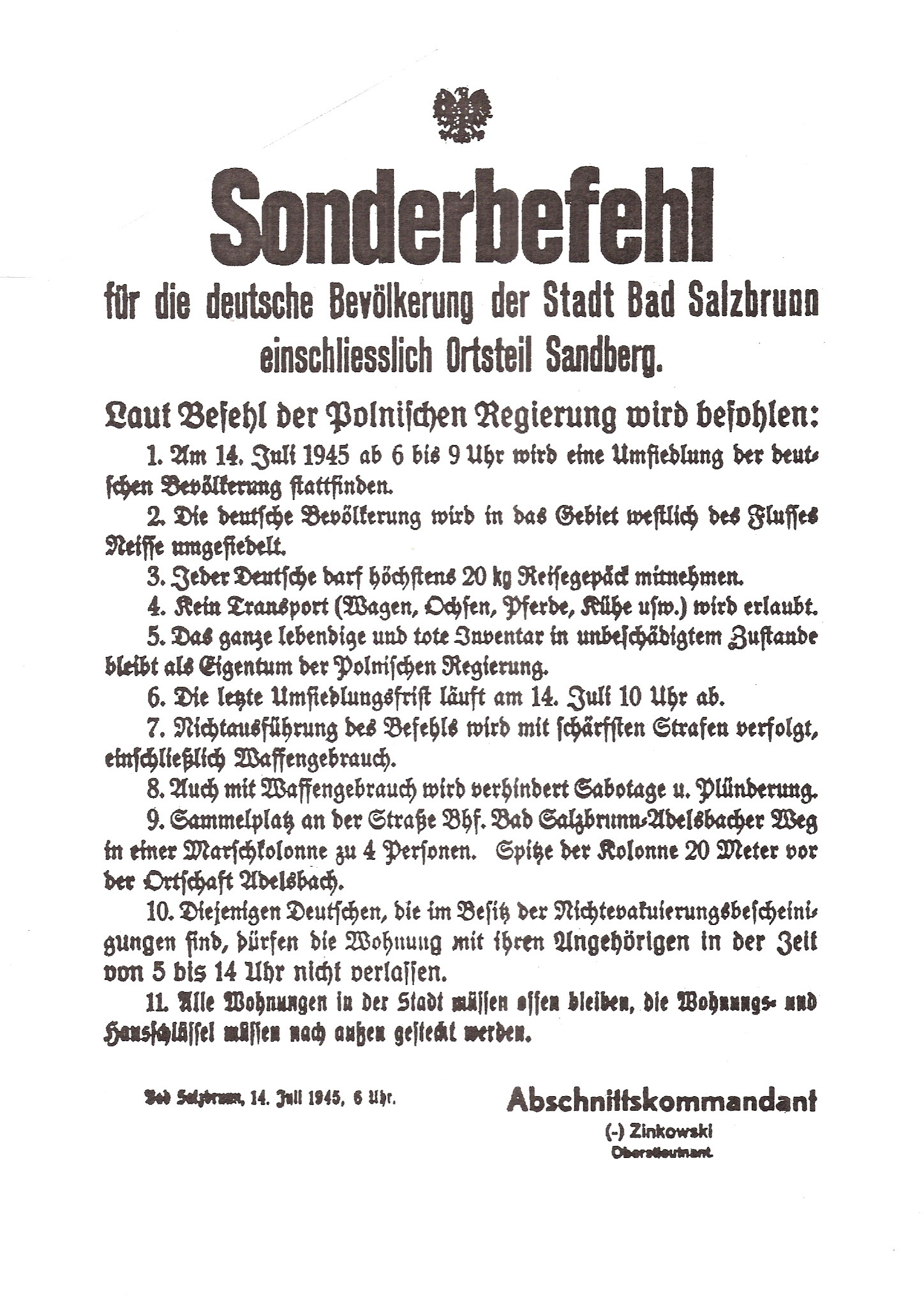
Sonderbefehl vom 14. Juli 1945, 6 Uhr, an die deutsche Bevölkerung

### Bevölkerungsentwicklung
| Jahr | Einwohner | Anmerkungen        |
| ---- | --------- | ------------------ |
| 1875 | 03.594    | [ 6 ]              |
| 1880 | 03.343    | [ 6 ]              |
| 1900 | 10.412    | meist Evangelische |
| 1933 | 09.656    | [ 6 ]              |
| 1939 | 09.780    | [ 6 ]              |

### Kurort

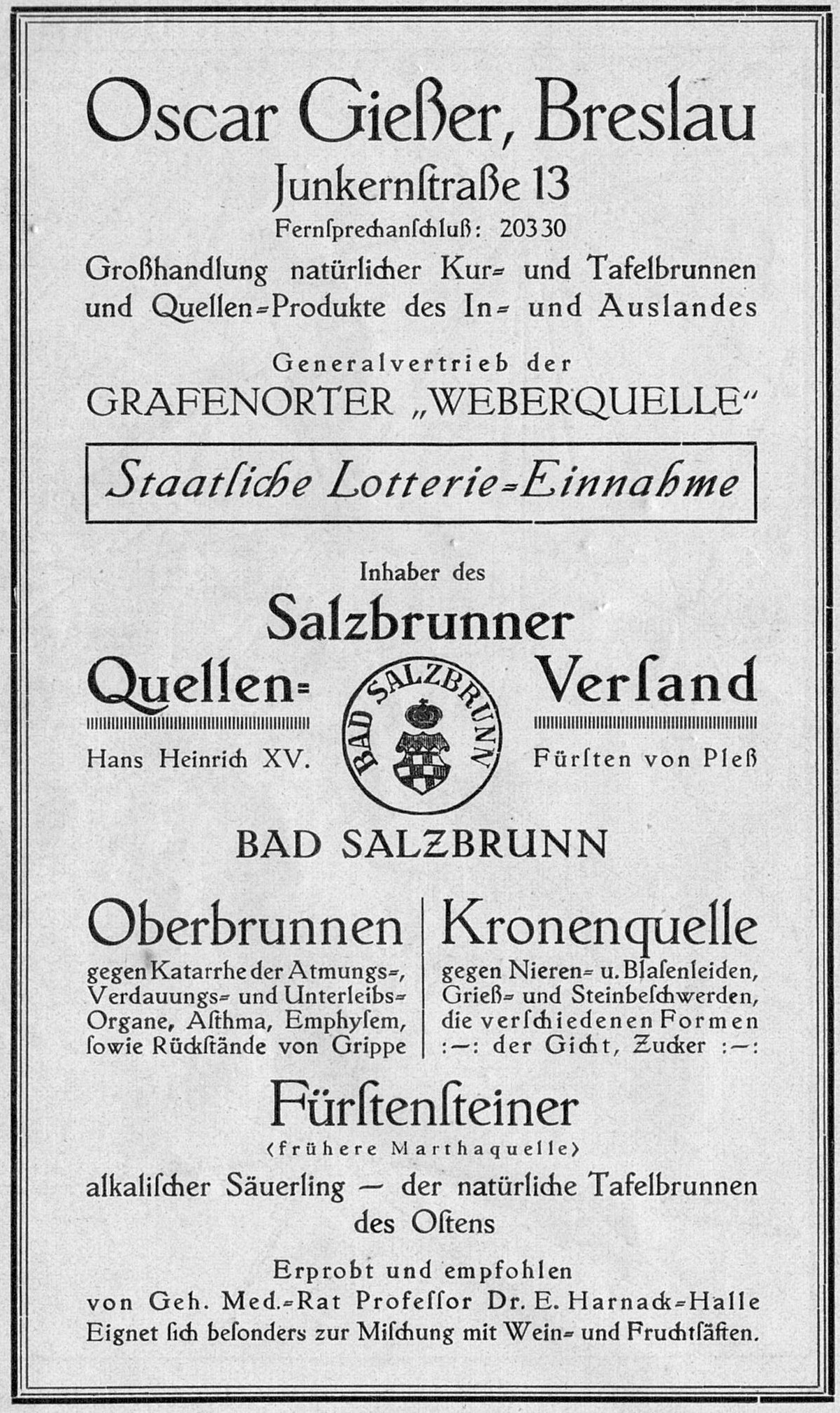
Werbung für die Bad Salzbrunner Heilwasser (1929)

Obwohl die Heilquellen von Obersalzbrunn schon im 16. Jahrhundert bekannt waren, entwickelte es sich erst ab 1815 zu einem Heilbad. Erster Brunnenarzt war Dr. Zemplin. 1823 wurde die Wilhelmshöhe und 1830 die Kurpromenade errichtet. Die ebenfalls 1830 erbaute Elisenhalle wurde 1893 neu errichtet, 1897 kam der Rosengarten und 1911 der „Schlesische Hof“ hinzu. Heilungserfolge erhoffte man sich insbesondere bei Erkrankungen der Atmungsorgane. Zu den bekanntesten Kurgästen gehörten neben Mitgliedern des preußischen Königshauses 1825 Helmuth von Moltke und 1838 der russische Zar Nikolaus I. mit Zarin Alexandra Fjodorowna. Seit Anfang des 20. Jahrhunderts gehörte Obersalzbrunn zu den ersten schlesischen Heilbädern. Die Zahl der Kurgäste nahm stetig zu: 1880 waren es 2276, 1885 3500 und 1913 schließlich 9217. 1931 wurde das bis dahin der Grundherrschaft gehörende Bad mit dem Ober- und Mühlbrunnen und der Kronen- und Marthaquelle von der Bad Salzbrunner Kur- und Heilbad GmbH erworben. 1935 erhielt Obersalzbrunn die amtliche Ortsbezeichnung „Bad Salzbrunn“, zwei Jahre später wurde es zum preußischen Staatsbad erhoben.

### Ortsteil Sandberg / Piaskowa Góra
Die industrielle Entwicklung von Salzbrunn konzentrierte sich im Wesentlichen auf die östlich gelegene Kolonie Sandberg, die 1850 angelegt worden war. 1933 wurde sie in den Stadtkreis Waldenburg eingemeindet. Nach dem Übergang an Polen wurde Sandberg in Piaskowa Góra umbenannt und war danach wieder eine selbständige Gemeinde. 1955 erfolgte die Eingemeindung von Piaskowa Góra in die Stadt Wałbrzych.

### Stadtwappen
Das Stadtwappen von Szczawno-Zdrój zeigt in Grün eine weiße Kapelle mit roter Kuppel und geöffneter gelber Tür, in der ein großer silberner Löffel sichtbar ist.

## Gemeinde
Zur Stadtgemeinde Szczawno-Zdrój gehören keine weiteren Ortsteile.

## Sehenswürdigkeiten
- Der Kurpark (Park zdrojowy) mit Promenade, Wilhelmshöhe (Stróżek), Ziergarten und altem Baumbestand entstand ab 1823.
- Am Park befindet sich ein Komplex von Kurhäusern sowie das Kurtheater von 1890, das ehemalige Kurhaus mit Saal und reichem Dekor von 1845 sowie die Wandelhalle (Elisenhalle) mit dem Oberbrunnen.
- Das ehemalige Grandhotel „Schlesischer Hof“ (jetzt Sanatorium „Dom Zdrojowy“) wurde 1910–1911 von Graf Hans Heinrich XV. von Hochberg errichtet.
- Das Sanatorium „Korona Piastowska“ wurde von der Familie Hauptmann als Hotel „Zur Krone“ betrieben und nannte sich ab 1872 „Zur preußischen Krone“. Es ist das Geburtshaus der Brüder Carl und Gerhart Hauptmann.
- Das 1623 vom Gerber Adam Salzborn auf der Überschar gebaute Fachwerkhaus wurde 1818 vom Grundherrn erworben. Es lag innerhalb des Kurparks und wurde als Gästehaus „Wiesenhaus“ bekannt. Nach 1945 wurde es abgerissen.
- Schloss Fürstenstein drei Kilometer nördlich von Szczawno-Zdrój

## Persönlichkeiten
- Erdmann von Reitzenstein (1844–1922), Generalleutnant und Mitglied des Abgeordnetenhauses
- Carl Hauptmann (1858–1921), Dramatiker und Schriftsteller
- Gerhart Hauptmann (1862–1946), Dramatiker und Schriftsteller, Nobelpreisträger
- Henry Kraft (1899–1979), deutscher Gartenarchitekt
- Bernd Cibis (1922–1988), deutscher Schriftsteller
- Clytus Gottwald (1925–2023), Komponist, Chorleiter und Musikwissenschaftler
- Rainer Tetzlaff (* 1940), Politikwissenschaftler und Afrikawissenschaftler
- Harald Benke (* 1955), deutscher Meeresbiologe und seit 1995 Direktor des Deutschen Meeresmuseums in der Hansestadt Stralsund

## Städtepartnerschaften
- Briey seit 1991